# John Martin Schaeberle
John Martin Schaeberle / Johann Martin Schäberle (n. 10 ianuarie 1853, la Öschelbronn (Gäufelden), Württemberg, Germania – d. 17 septembrie 1924, Ann Arbor, Michigan, Statele Unite ale Americii) a fost un astronom german și american.

## Biografie
S-a născut ca Johann Martin Schäberle în Württemberg, Germania, însă în 1854 a imigrat de mic copil în Statele Unite ale Americii. Majoritatea surselor se referă la el ca John M. Schaeberle, dar familia și prietenii lui îl numeau Martin.
A urmat școli publice, apoi a devenit ucenic într-un atelier de mașini. În timpul uceniciei sale, a devenit interesat de astronomie și a decis să termine liceul. Apoi a devenit student al lui James Craig Watson la Universitatea din Michigan. A absolvit Universitatea din Michigan în 1876 ca inginer civil, dar s-a dedicat astronomiei. A predat astronomie la Universitatea din Michigan între 1876 și 1888. El și-a întreținut propriul observator privat și a descoperit trei comete. În 1888 a devenit unul dintre astronomii care au inaugurat Observatorul Lick.
El a fost însărcinat cu expediția pentru a observa eclipsa de Soare la Cayenne în 1889 precum și pentru observarea eclipselor de Soare în Chile, în 1893 și în Japonia, în 1896. El a proiectat „camera Schaeberle” pentru a fotografia Soarele și coroana acestuia în timpul eclipselor totale de Soare. De asemenea, a descoperit Procyon B, steaua companioană a setei Procyon, în 1896.
El a demisionat de la Observatorul Lick când James E. Keeler a fost numit director în locul lui în 1898, deși a fost director interimar din anul precedent. A dedicat ceva timp călătoriilor și apoi a continuat studiile astronomice în Ann Arbor.Nu a mai ocupat niciodată un alt post de astronom. De asemenea, a fost sportiv și muzician.A contribuit frecvent la reviste de astronomie.
Schaeberle a decedat la Ann Arbor. În onoarea sa, un crater pe Lună și un alt crater pe Marte îi poartă numele.

## Comete descoperite de John Martin Schaeberle
- C/1880 G1 (Schaeberle)[4]
- C/1881 N1 (Schaeberle)[4]

### Necrologuri
- en  Obs 47 (1924) 348 (one paragraph)
- en  PASP 36 (1924) 309